# ウィリアム・ウィムザット

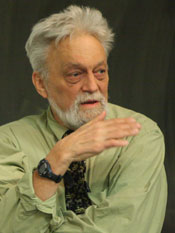
2012年5月16日

ウィリアム・ウィムザット（William C.Wimsatt）は1941年生まれの哲学者である。

## 人物
ピッツバーグ大学で1971年にPh. Dを取得。2010年現在はシカゴ大学哲学科の名誉教授で、専門は生物学の哲学。著作自体はそれほど多くないものの、発生を巡る議論が特に知られており、発生固着（generative entrenchment）というアイデア（発生の初期であればあるほど、変異が生じた場合にはその後の発生過程に大きな影響を及ぼしかねないため、安定しているというもの）などが有名である。

## 著書
- Re-Engineering Philosophy for Limited Beings: Piecewise Approximations to Reality, Cambridge, MA: Harvard University Press, 2007.